# 街中の素敵 みんな着飾って
「街中の素敵 みんな着飾って」（まちじゅうのすてきみんなきかざって）は、中原薫のデビューシングル。

## 内容
化粧品メーカー「イオナ インターナショナル」のCMソング。中原にとって唯一のCMソングとなった。雰囲気については、ダンサブルに仕上がっている楽曲とは裏腹に、ジャケットでは、中原が後ろ三つ編みの髪型でピアノを弾いている姿である。カップリングの「毎日がI Miss You」は中原の作詞・作曲によるアルバム未収録曲。

## 収録曲
1. 街中の素敵 みんな着飾って
作詞・作曲：川島だりあ 編曲：大島こうすけ
2. 毎日がI Miss You
作詞・作曲：中原薫 編曲:池田大介
3. 街中の素敵 みんな着飾って (inst.)

## 参加ミュージシャン
- 田川伸治（DEEN） - ギター
- 川島だりあ（FEEL SO BAD） - コーラス
- 大島こうすけ（SO-FI） - キーボード、プログラミング
- 池田大介 - キーボード